# 羽吹梨里
羽吹 梨里（はぶき りさと、4月23日 - ）は、日本の女性声優。神奈川県出身。
旧芸名は原 瑞希。以前はRME、ケッケコーポレーションに所属していた。

## 出演
太字はメインキャラクター。

### テレビアニメ
1992年
- コボちゃん

2006年
- 天保異聞 妖奇士（2006年 - 2007年、女4、禿1、女）
- NANA（女子生徒）

2007年
- 大江戸ロケット（女性）
- REIDEEN（津村）

2015年
- うたわれるもの 偽りの仮面（旅籠屋の女将）

2017年
- Dies irae（2017年 - 2018年、リザ・ブレンナー、香純の母） - 2シリーズ

2020年
- 巨人族の花嫁（田中杏子、巨人E）

### OVA
- 冤罪（2004年、ヴァルイーダ）※アダルトボーイズラブ作品

### ゲーム
原瑞希名義
1997年
- ムーンドラゴン（カーマ）

1998年
- エンドセクター（デッキマスターモンスター）
- Code R（斉藤南）
- じゃんぐリズム（パッチン・プリン、メガネ先生）
- ドリーム・ジェネレーション 〜恋か? 仕事か!?…〜（橘ルリ子）

羽吹梨里名義
2001年
- 秘密 〜唯がいた夏〜（真島桜子）

2002年
- 冤罪 eine falsche Beschuldi-gung（ヴァルイーダ）※アダルトボーイズラブゲーム

2004年
- 帝国千戦記（氷霧、翡翠、乾蛇羅）※PC版

2006年
- カレと彼の間で（白石正子）

2007年
- 神曲奏界ポリフォニカ Memories White（アンジェロ＝ガラントゥース / アンジェリカ＝ガラントゥース）

2012年
- あまつみそらに! 雲のはたてに（観崎武緒）
- Dies irae 〜Amantes amentes〜（リザ・ブレンナー）
- WHITE ALBUM2 幸せの向こう側（和泉千晶）

2013年
- 神咒神威神楽 曙之光（紅葉）

2015年
- うたわれるもの 偽りの仮面（旅籠屋の女将）

2016年
- Dies irae 〜Interview with Kaziklu Bey〜（リザ・ブレンナー）
- うたわれるもの 二人の白皇（旅籠屋の女将）

### ドラマCD
- 冤罪 eine falsche Beschuldi-gung（ヴァルイーダ）
  - Dramatic CDコレクション 冤罪（2003年）
  - 冤罪 -another story-（2003年）
  - 冤罪-ENZAI the Diary-（2004年）
- 妹のcauserie（2004年、支倉令）
- 翡翠の雫 緋色の欠片2（高千穂珠洲）
  - ドラマCD 惑わしの洞窟（2007年）
  - ドラマCD Vol.2 幻魔の罠（2008年）
  - 真・翡翠の雫 緋色の欠片2 ドラマCD 黄泉渡り（2009年）

### 吹き替え
- サンセット大通り PDDVD版（ベティ）
- フランチェスコ

### 舞台
- お気に召すまま
- 怪傑!鈴鳴学園探偵部!
- チェルノブイリの子供たち
- 天神さまのほそみち
- 真夏の夜の夢

### その他
- 忙しい人のための幻想郷シリーズ（八坂神奈子）

## キャラクターソング・企画CD
| 発売日  | 商品名                           | 歌                   | 楽曲                          | タイアップ                                  |
| 2005年  | 2005年                           | 2005年               | 2005年                        | 2005年                                      |
| ------- | -------------------------------- | -------------------- | ----------------------------- | ------------------------------------------- |
| 1月28日 | Ankh ANTHOLOGY〜あんく名歌選〜   | 羽吹梨里             | 「迷宮」                      | PCゲーム『百舌鳥ノ贄』オープニングテーマ    |
| 2015年  |                                  |                      |                               |                                             |
| 3月25日 | AQUAPLUS VOCAL COLLECTION VOL.10 | 和泉千晶（羽吹梨里） | 「届かない恋 song by Chiaki」 | ゲーム『WHITE ALBUM2 幸せの向こう側』関連曲 |